# 아스트로 강가
아스트로 강가(アストロガンガー - 짱가)는 1972년 10월 4일부터 1973년 3월 28일까지 니혼테레비계열에서 매주 수요일 7시부터 30분간 전26화로 방영되었다.

## 개요
마징가제트보다 불과 2개월 앞서서 방영된 작품으로, 사람이 거대로봇에 들어가 적과 싸운다는 점에서 마징가 Z와 같이 SF애니메이션 방송의 시초로 보지만, 마징가Z 이후에 등장한 거대로봇애니메이션에서는 주인공이 로봇에 탑승해 조종하는 형식에 비해, 의사를 가진 로봇 짱가에 주인공 호시노칸타로가 융합을 함으로써 그 능력을 최대한으로 끌어올린다는 설정을 가지며, 의사를 가진 거대로봇, 주인공과 육체적으로 융합하는 거대로봇이라는 점에서는 기존에도 다른 작품들에 있었던 설정이나, 두 가지 모두 겸비한 작품은 본작 뿐이기에, 거대로봇 애니메이션의 계보에서 비슷한 작품이나 그 계통을 잇는 작품이 거의 없는 독특한 위치에 놓여 있는 작품이고, 그로 인해 거대로봇 애니메이션 작품의 선구로 언급되는 경우가 적었으며, 또한 사람의 말을 하고 격투전을 위주로 싸우기 때문에, 로봇보다는 거대 히어로라는 색채가 강했다.

## 줄거리
생명이 살고 있는 행성의 산소를 노리고 환경을 파괴하는 블래스터인의 공격으로 우주의 많은 평화로운 행성이 파괴되었다. 블래스터인들에게 멸망한 칸타로스별의 여성 과학자 마야는 ‘살아있는 금속’을 가지고 지구로 탈출, 지구인 과학자 호시노박사와 결혼을 하게 되고 둘 사이에는 아들 칸타로가 태어나게 된다. 블래스터인들이 지구를 노릴 것을 예상한 마야는 ‘살아있는 금속’을 해저 화산의 에너지로 성장시켜서 거대로봇을 탄생시켰으나, 탈출 시에 받은 블래스터인의 광선 공격의 후유증으로 인해 마야는 호시노박사에게 칸타로의 장래를 맡기고 숨을 거둔다. 칸타로스별 멸망에서 10년 후, 블래스터 인들은 다음 목표인 지구를 노리고 행동을 개시하지만, 괴사건의 흑막이 블래스터 성인이라는 호시노박사의 주장은 세상에서 외면당하고, 칸타로는 짱가와 일체화하여, 지구를 지키기 위한 외로운 싸움을 시작한다.
최종화에서는 주인공 칸타로와 칸타로의 여자친구 하야카와리에를 가슴에 있는 펜던트모양의 원반에 태워 지구로 탈출시키고 자폭으로 블래스터인을 멸망시킨다.

## 한국에서 아스트로 짱가
한국에서는 1978년 8월 26일부터 10월 14일까지 동양방송(TBC)에서 매주 일요일 오후 4시55분에 쨩가의 우주전쟁이라는 제목으로 방영이 되었다. 당시 미즈키 이치로의 원곡을 그대로 차용하여 번안되어 별셋이 주제가를 불렀다. 이후 방영작인 그레이트 마징가의 경우 당시 MBC에서 방영중인 마징가 제트가 엄밀히는 그레이트 마징가의 전작임에도 불구하고 원작과는 아무 관련도 없는 찡가라는 이름을 사용하기도 했다. 

## 한국에서 제공 시보
- 일동제약